# 국민연합 (노르웨이)
국민연합(노르웨이어: Nasjonal Samling 나슈날 사믈링[nɑʂuˈnɑːl ˈsɑmliŋ][*])은 1933년부터 1945년까지 존재한 노르웨이의 극우 정당이다. 1942년에서 1945년 사이에 노르웨이의 유일한 합법적 정당이었고, 크비슬링 정권의 집권 여당이다. 노르웨이 전 방위장관 비드쿤 크비슬링이 주도함에 따라 창당되었다.